# Neocalamobius clavatus
Neocalamobius clavatus là một loài bọ cánh cứng trong họ Cerambycidae.